# Karl von Rumohr
Karl Albert von Rumohr (* 27. Dezember 1900 in Oppeln; † 8. August 1967 in Baden-Baden) war ein deutscher Verwaltungsbeamter und Landrat von Wittgenstein, Iserlohn und Mährisch-Ostrau sowie Präsident des Bundesverwaltungsamtes.

## Leben
Karl von Rumohr entstammte dem holsteinischen Uradelsgeschlecht Rumohr. Er besuchte von 1907 bis 1917 das humanistische Gymnasium in Hildesheim. Nach dem Abitur Ostern 1917 wurde er zum Kriegsdienst verpflichtet und bis Dezember 1917 als Kanonier eingesetzt.
Ab 1919 studierte v. Rumohr Rechts- und Staatswissenschaften an der Georg-August-Universität Göttingen. Mit Hans Joachim von Busse wurde er im Corps Bremensia aktiv. Als Inaktiver wechselte er an die Eberhard Karls Universität Tübingen und die Ludwig-Maximilians-Universität München. Er wurde zum Dr. iur. promoviert. Am 13. Oktober 1922 wurde er zum Gerichtsreferendar beim Amtsgericht Calenberg ernannt. 1923 erfolgte die Ernennung zum Regierungsreferendar in Osnabrück. Nach der Großen Staatsprüfung 1929 wurde er am 10. September 1929 als Regierungsassessor am Landratsamt Brilon eingesetzt. Im Dezember 1932 wechselte er zum Landratsamt Glatz. Am 1. Mai 1933 trat er der NSDAP bei (Mitgliedsnummer 1.991.281) und wurde im Mai 1933 ins preußische Innenministerium versetzt und dort im September 1933 zum Regierungsrat ernannt.
Zum 1. Oktober 1933 wurde er vertretungsweise Landrat des Kreises Wittgenstein, ab 4. November übernahm er kommissarisch die Verwaltung des Kreises. Vom 12. April 1935 bis zum 31. Mai 1935 war Karl von Rumohr Landrat des Kreis Wittgenstein. Bereits ab dem 12. März 1935 war er vertretungsweise Landrat in Iserlohn, vom 1. April 1936 war er Landrat des Kreises Iserlohn. Ab dem 16. Mai 1939 wurde er als Ober-Landrat in den Oberlandratsbezirk Mährisch-Ostrau abgeordnet und im Nov. 1939 zum Ober-Landrat in Mährisch-Ostrau ernannt.
Zum 1. Mai 1942 erfolgte eine Abordnung zur Bezirksregierung Köln. Am 1. August 1942 übernahm Karl von Rumohr vertretungsweise die Stelle des Regierungsvizepräsidenten in Breslau und wurde am 1. März 1943 ernannt. Am 8. Juli 1944 wurde er zur Militärverwaltung in Frankreich abgeordnet.
Wegen der Beteiligung an den Vorgängen des 20. Juli 1944 wurde von Rumohr von der Gestapo in Breslau verhaftet und mit einem Dienstverbot belegt sowie zur Wehrmacht einberufen. Von Dezember 1944 bis Mai 1945 wurde er zum Kriegsdienst verpflichtet.

Nach Rückkehr aus der Kriegsgefangenschaft im Mai 1945 wurde er im Mai 1949 Bundesgeschäftsführer des Deutschen Beamtenbundes. Am 7. November 1949 wurde er Referatsleiter im Bundesministerium des Innern und am 13. September 1950 zum Ministerialrat befördert. Am 25. Juni 1951 wurde ihm zudem die Leitung der Bundesausgleichsstelle des Bundesministeriums des Innern (ab 1955 Bundesstelle für Verwaltungsangelegenheiten) in Köln übergeben. Dieser Behörde oblag die Unterbringung der verdrängten Angehörigen des öffentlichen Dienstes. 
Am 22. Dezember 1958 wurde er zum ersten Präsidenten der Bundesstelle (seit 14. Januar 1960 des Bundesverwaltungsamtes) ernannt und baute die Behörde von 15 Mitarbeitern auf über 650 Mitarbeiter aus. Zum 31. Dezember 1965 ging er in den Ruhestand.
Er war mit Edith geb. Larisch verheiratet. Aus der Ehe stammen drei Kinder.